# Jiving Sister Fanny
“Jiving Sister Fanny” er en sang fra det engelske rock ‘n’ roll band The Rolling Stones. Den blev skrevet af sangeren Mick Jagger og guitaristen Keith Richards. 
Guitarist Mick Taylor siges, at havde skrevet det meste af sangen , men den blev aldrig udgivet på et officielt album, kun som single med a-siden "Out of Time", da sangen aldrig blev færdig. Sangen blev dog udgivet på albummet Metamorphosis, der blev udgivet af ABKCO .
Musikerne der indspillede var følgende. Jagger sang, mens Taylor og Richards spillede guitarerne. Bass og trommer blev spillede af henholdsvis Bill Wyman og Charlie Watts .

### Fodnote
1. ↑  Jiving Sister Fanny by The Rolling Stones Songfacts
2. ↑  Rolling Stones, The: jiving sister fanny, jiving sister fanny, unfinished songs (Webside ikke længere tilgængelig)
3. ↑  Jiving Sister Fanny